# 博里瓦奇日內瓦

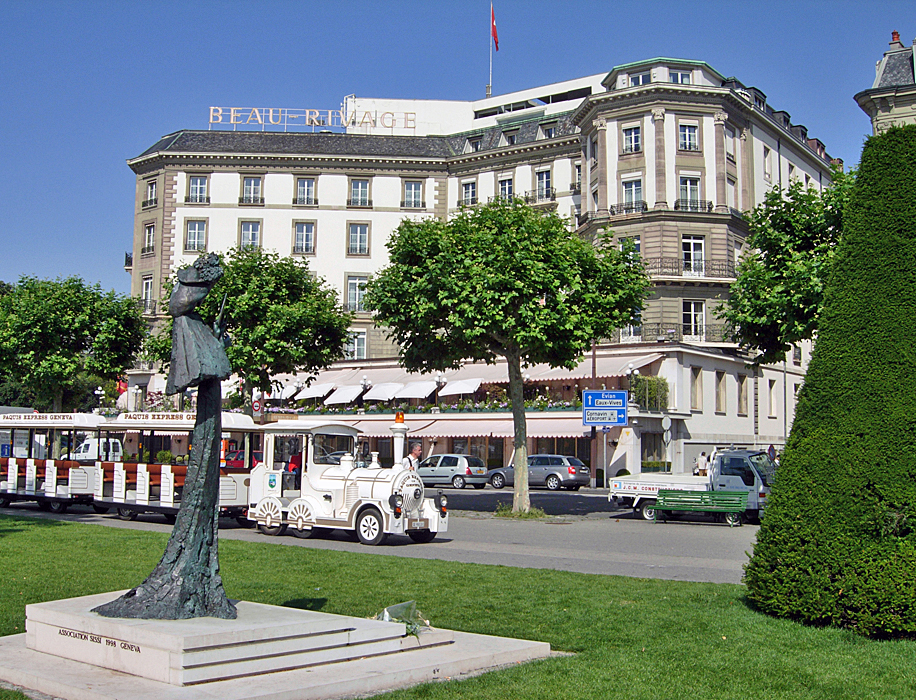
多爾德大酒店

博里瓦奇日內瓦（Beau-Rivage Geneva）是瑞士城市日內瓦的一座五星級酒店，創建於1865年。這座酒店共有90間客房，是世界領導酒店的一員。